# Справа «Віксена»
Справа «Віксена» — зовнішньополітичний конфлікт між Російською імперією та Британією, що стався у 1836 році.

## Передумови
За умовами Адріанопольської мирної угоди Російська імперія надбала Чорноморське узбережжя Кавказу. Однак контроль над Кавказом не був повним. Горяни, які відстоювали незалежність, мали підтримку англійців, французів, польської еміграції. З-за кордону до них надходила зброя і боєприпаси. Щоб припинити це постачання, 4 березня 1832 року було видано інструкцію для чорноморських крейсерів, у якій йшлося:
«Для збереження російських володінь від внесення зарази і перешкоджання підвозу військових припасів гірським народам, військові крейсери будуть допускати чорноморським східним берегом іноземні комерційні судна тільки до двох пунктів — Анап і Редут-Кале, де є карантин і митниці…»
Велика Британія розцінила це як порушення принципу свободи торгівлі.

## Провокація
У листопаді 1836 року російський військовий бриг «Аякс» затримав британську шхуну «Віксен» в районі порту Суджук-Кале (нині Новоросійськ). На момент затримання з її борту уже було відвантажено 8 гармат, 800 пудів пороху і значну кількість зброї.
Це було провокацією[джерело?], організованою першим секретарем британського посольства у Константинополі Девідом Урквартом. Окрім нього в організації провокації брала участь польська еміграція в особі Адама Чарторийського. Екіпаж, яким керував британський агент Белл отримав інструкції вирушати у Суджук-Кале, де зустріч з російським крейсером була майже неминучою. Власнику шхуни було вказано не уникати її, але, навпаки, усіляко шукати цієї зустрічі.

## Реакція в Англії та Росії
Як і розраховували провокатори, реакція Лондона була різкою. Консерватори порушили у парламенті питання про законність перебування Черкесії під юрисдикцією Російської імперії. Звучали вимоги погрожувати Росії війною, ввести британський флот у Чорне море. Після гнівних заяв з Лондона Микола I наказав привести у підвищену бойову готовність армію і флот. Шхуна «Віксен», відповідно до інструкції, була конфіскована, а її екіпаж висланий до Константинополя.

## Наслідки
Конфлікт погрожував перерости у війну між Росією та Англією, але до квітня 1837 року його було нівельовано. Уркварта відкликали до Лондона. Англія не змогла знайти континентального союзника для війни з Росією. У офіційній відповіді уряду й ліберальної партії на запит консерваторів зазначалось, що Росія володіє Черкесією законно, за Адріанопольською мирною угодою. Росія продовжила блокаду східного узбережжя Чорного моря. Конфлікт став одним зі визначних епізодів російсько-англійського суперництва у 30-40-их роках XIX століття, що потягнув за собою Кримську війну.